# Один настоящий день
«Один настоящий день» — российский фильм 2022 года режиссёра Георгия Шенгелия.

## Сюжет
Cледователь районного следственного комитета Валерий Капитонов получает «спецзадание» от начальства: передать взятку принципиальному коллеге Паше Зубову, чтобы тот снял обвинение в убийстве наркобарона в отношении местного «авторитетного» бизнесмена Сафина. Сафин убил наркобарона за то, что тот подсадил его дочь на наркотики. В тюрьму готов за половину суммы взятки отправиться невиновный — некий Рома Черных. Для Капитонова, давно ставшим циником на своей работе, это вяглядит вполне «по понятиям», и Зубов по его разумению должен его ещё и благодарить и поделиться. Но Зубов наотрез отказывается брать взятку. Зубова вскоре избивают неизвестные и он попадает в реанимацию. Дело передают Капитонову.
Теперь Капитонов сам должен «замять» дело. И деньги нужно «отработать» — в сейфе лежит так и не переданная взятка в размере 200 тысяч долларов. А сфабриковав в отношении Черных улики и «кинув» его с половиной денег, тем более что он сам ему ничего не обещал, можно всю сумму забрать себе.
Но начав разбираться в деле Капинонов начинает сомневаться в правильности выдуманных «понятий», для него наступает «настоящий день».
По словам режиссёра фильма Георгия Шенгелия, зритель не сможет просчитать концовку фильма до самого финала:

Для меня фильм — это социально-психологическая мелодрама или социально-психологический триллер-детектив. Но большинство критиков скажут, что для этого жанра есть специальное название — социально-психологическая драма.

## В ролях
- Евгений Ткачук — Валера Капитонов, следователь
- Пётр Фёдоров — Паша Зубов, старший следователь, капитан
- Александр Робак — Сергей Альбертович Сафин, бизнесмен
- Ирина Туманцева — Настя Капитонова, жена Валеры
- Егор Трухин — Алёхин
- Ольга Казакова — Наталья Зубова, жена Паши
- Сергей Генкин — Дмитрий Витальевич Смирнов, полковник
- Михаил Шашков — Михаил Николаевич, адвокат
- Константин Быков — Марат, цыганский барон
- Иван Злобин — Рома Черных
- Денис Гусев — брат Ромы
- Владимир Шульгин — Семён
- Евгения Засухина — врач скорой
- Юрий Ваксман — повар

## Съёмки
Съёмки фильма велись в городе Ярославль, в эпизодических ролях снялись актёры местных театров, в том числе Ярославского ТЮЗа и Волковского театра.

## Показ
Официальная премьера фильма прошла 30 января 2023 года в Центральном доме кино, в широкий прокат фильм вышел 2 февраля 2023 года.

## Фестивали
- 2022, сентябрь — XX кинофестиваль «Амурская осень» — Приз за лучший сценарий и Приз президента фестиваля «За верность традициям киноклассики»[5]
- 2022, декабрь — XХVIII кинофестиваль «Сталкер» — Специальный приз актёру Евгению Ткачуку[6]
- 2023, апрель — VII кинофестиваль «17 мгновений» имени Вячеслава Тихонова — один из 10 фильмов основного конкурса, призам отмечен не был[7]
- 2023, май — XXXII кинофорум «Золотой Витязь» — фильм получил Гран-при «Золотой Витязь»[8]
- 2023, сентябрь — II кинофестиваль «Волгоградский факел» — фильм получил Гран-при[9]

## Рецензии
- Алексей Коленский — «Один настоящий день» Георгия Шенгелии: денег нет, а вы садитесь // Культура, 16 февраля 2023
- Александр Колесников — Рецензия на фильм Один настоящий день // ИВИ, 11 марта 2023
- Леонид Черток — Не живите в Ярославле. «Один настоящий день» Георгия Шенгелия // ИА «РУСНОРД», 19 апреля 2023